# CSU/DSU
CSU/DSU（通道服務單元/資料服務單元）是一種數位介面設備，用於將像是路由器等資料終端設備（DTE）連接到數位電路，如數位信號 1（DS1） T1 線路。CSU/DSU 實現兩種不同的功能。通道服務單元 （CSU） 負責與電信網路的連接，而資料服務單元 （DSU） 則負責管理與 DTE 的介面。
CSU/DSU 相當於整個區域網路（LAN）的數據機。所謂的DCE（通常是數據機或CSU/DSU），是將用戶的資料從DTE轉換為廣域網路（WAN）服務提供者傳輸鏈路所能接受形式之設備。

## WAN 介面卡
WAN介面卡(WIC) 可能包含可插入到路由器插槽中的整合CSU/DSU。其中一個WIC 的範例是思科系統公司的單埠56/64 kbit/s DSU/CSU WIC (WIC-1DSU-56K4)。DTE 通常是路由器，但如果它們直接連接到服務提供者網路，則DTE 也可以是終端機、電腦、印表機或傳真機。